# Црква Светих апостола Петра и Павла у Батровцима
Црква Светих апостола Петра и Павла у Батровцима, насељеном месту на територији општине Шид, припада Епархији сремској Српске православне цркве.
Првобитан храм подигнут је 1657. године, порушен до темеља у Другом светском рату, а обнова је почела 1988. године. Данашња црква посвећена Светим апостолима Петру и Павлу подигнута је 2003. године.